# مجلس الوكلاء السعودي
مجلس الوكلاء السعودي هو مجلس تأسس عام 1932 في عهد عبد العزيز آل سعود، بهدف مراجعة الأوضاع الإدارية للدولة بشكل عام، وكان رئيسه الأمير فيصل بن عبد العزيز آل سعود وكان بمثابة مجلس الوزراء آنذاك ومقره في مكة المكرمة، وكان يضم عدة وزارات واستمر لمدة 21 عام، حتى تم حله عام 1953 بعد تأسيس مجلس الوزراء السعودي الذي حل محله 

## لمحة تاريخية
ظهرت فكرة المجلس ضمن توصيات «لجنة التفتيش والإصلاح» التي أمر الملك عبد العزيز آل سعود بتشكيلها في عام 1952م بعد اكتمال انضمام الحجاز لحكمه، وذلك بهدف النظر في شكاوى المواطنين ومراجعة الأنظمة والأوضاع الإدارية في الدولة الجديدة وتركيز المسؤوليات، وكانت اللجنة قد أوصت ضمن مشروعات عديدة لتطوير الإدارة الحكومية بإنشاء مجلس تنفيذي لتنسيق خدمات الأجهزة الحكومية، وهو المجلس الذي تطور لاحقا وأصبح مجلس الوكلاء.

## التأسيس
صدر نظام مجلس الوكلاء في شهر رمضان سنة 1350، منتصف يناير/ كانون الثاني 1932 ونشر في الجريدة الرسمية "أم القرى"، وكان يحتوي على سبع وعشرين مادة، تحدد فيها مرجعيته ورئاسته واختصاصاته والجهات التابعة له وإجراءات عمله، وأكد النظام على أن نائب الملك في الحجاز الأمير فيصل يحمل هذا اللقب عندما يكون الملك عبد العزيز غائبا عن المنطقة، أما في حال حضوره، فإنه رئيس مجلسي الوكلاء والشورى ووزير الخارجية والداخلية، ونص النظام على أن يتولى المجلس رسم السياسة الداخلية للدولة.

## التسمية
أتى مسمى «مجلس الوكلاء» من أعضائه وكلاء وزارتي الخارجية والمالية ومجلس الشورى، كما أن الوثائق العثمانية تشير إلى أن مصطلح الوكلاء كان معتمدا في الولايات العثمانية للدلالة على مجلس الوزراء.

## الرئاسة
ترأس الأمير فيصل بن عبد العزيز آل سعود المجلس طيلة تاريخه الذي استمر 21 عاما، وكان يُخاطب بلقب النائب العام حين يكون الملك عبد العزيز في نجد، ورئيس الوكلاء حين يكون الملك في الحجاز. وعند غياب رئيس المجلس، يترأسه كل من الأمراء محمد بن عبد العزيز وخالد بن عبد العزيز ومنصور بن عبد العزيز وعبد الله الفيصل، والشيخ عبد الله محمد الفضل.

## الأعضاء
كان المجلس يضم ضمن أعضائه حين تأسيسه؛ عبد الله السليمان وكيل المالية العامة حينها، ووزيراً للمالية في العام التالي، وأخوه حمد السليمان الذي كان رئيسا لدوائر المالية، ثم أصبح وكيلاً لوزارة المالية، ويوسف ياسين الذي كان رئيساً للشعبة السياسية في ديوان الملك، وفؤاد حمزة وكيل وزير الخارجية، وعبد الله محمد الفضل نائب رئيس مجلس الشورى، وانضم إلى المجلس في أوقات لاحقة كل من محمد عيد الرّواف قائمقام جدة، وإبراهيم السليمان العقيل رئيس مكتب الأمير فيصل، وشرف رضا، وعبد الله إبراهيم الفضل، وصالح شطا، وعبد العزيز آل إبراهيم، وخالد أبو الوليد، وآخرون. عيّن لاحقا عبد الله محمد الفضل نائباً لرئيس مجلس الوكلاء، كما ظهر اسم نايف الشعلان معاوناً للرئيس.